# Imagine (Eva Cassidy)
Imagine è un album della cantante statunitense Eva Cassidy, pubblicato dalla Blix Street Records nel 2002. È stato pubblicato postumo, a sei anni dalla sua morte avvenuta nel 1996.
La canzone che dà il titolo all'album è una cover di Imagine di John Lennon.

## Tracce
1. It Doesn't Matter Anymore – 3:13 (Paul Anka)
2. Fever – 3:57 (Eddie Cooley, Otis Blackwell)
3. Who Knows Where the Time Goes? – 5:41 (Sandy Denny)
4. You've Changed – 4:48 (Bill Carey, Carl Fischer)
5. Imagine – 4:36 (John Lennon)
6. Still Not Ready – 4:48 (Chris Izzi, Leo LaSota)
7. Early Morning Rain – 4:05 (Gordon Lightfoot)
8. Tennessee Waltz – 2:33 (Pee Wee King, Redd Stewart)
9. I Can Only Be Me – 3:17 (Stevie Wonder)
10. Danny Boy – 3:43 (Frederic Weatherly)

## Formazione
- Eva Cassidy – voce, chitarra, cori
- Darrel Andrews – percussioni
- Chris Biondo – basso
- Dan Cassidy – violino
- Adrian Green – batteria
- Keith Grimes – chitarra
- Raice McLeod – batteria
- Larry Melton – basso
- Bruno Nasta – violino
- Lenny Williams – pianoforte, vibrafono
- Kent Wood – organo, sintetizzatore